# Joseph Haydn
(Franz)  Joseph Haydn (n. 31 martie 1732, Rohrau an der Leitha, Arhiducatul Austriei, Sfântul Imperiu Roman – d. 31 mai 1809, Viena, Imperiul Austriac) a fost un compozitor austriac. Alături de Wolfgang Amadeus Mozart și Ludwig van Beethoven face parte din rândul marilor personalități muzicale ale epocii clasice vieneze. A fost unul din cei mai influenți maeștri ai tradiției muzicale din Europa apuseană.
A fost fratele compozitorului Michael Haydn.

## Viața și opera

### Perioada tinereții
Joseph Haydn s-a născut la 31 martie 1732 în Rohrau an der Leitha, un sat la răsărit de Viena, provenind dintr-o familie modestă. Tatăl lui, Mathias Haydn, era rotar, iar mama, Anna Maria Koller, fusese, înainte de a se căsători, bucătăreasă la familia contelui Karl Anton Harrach. La vârsta de opt ani, Joseph Haydn este admis în corul catedralei din Viena ("Stephansdom"), unde cântă până la vârsta de 17 ani, când - fiind în schimbare de voce - este concediat.  În perioada 1749-1759, timp de zece ani, Joseph Haydn își câștigă existența ca muzician liber. Studiază ca autodidact teoria muzicală și contrapunctul și primește ocazional lecții de la renumitul compozitor italian Nicola Porpora. În acest timp începe să compună diverse bucăți muzicale. În 1755 este angajat de baronul Karl Josef von Fürnberg, pentru care compune primele sale cvartete de coarde. Din anul 1759 funcționează ca director muzical în serviciul contelui Ferdinand Maximilian von Morzin în Lukawitz  în apropiere de orașul Pilsen. Aici se căsătorește în 1760 cu Maria Anna Keller.

### În serviciul familiei Eszterházy
Anul 1761 reprezintă un punct de cotitură în viața lui Joseph Haydn, fiind angajat în calitate de conducător muzical secund (în 1765, Haydn îi va prelua poziția de Prim-Kapellmeister - șef de orchestră).
Haydn diversifică și mărește componența orchestrei la circa 30 de instrumentiști și, cu toate obligațiile ce decurgeau din funcția avută, se bucura de suficientă libertate să experimenteze cu orchestra, să-și dezvolte și să-și perfecționeze propriul său stil, așa cum mărturisește el însuși într-o convorbire cu primul său biograf, Georg August Griesinger. În această izolare creatoare, Haydn pune bazele a două genuri importante ale muzicii clasice, simfonia și cvartetul de coarde și compune un mare număr de piese muzicale simfonice, opere  și muzică de cameră.

### ÎntreVienașiLondra
După moartea prințului Nikolaus Joseph Esterházy în anul 1790, urmașul acestuia desființează orchestra. Haydn primește o pensie permanentă de 1.400 guldeni și se mută la Viena Acceptă oferta impresarului englez, Johann Peter Salomon, pentru a dirija un ciclu de concerte la Londra în stagiunea 1791 / 1792. Succesul extraordinar obținut în metropola engleză îi aduce o a doua invitație pentru stagiunea 1794/1795. În Londra compune 12 simfonii Simfoniile Londoneze - și șase cvartete de coarde  care constituie unele din cele mai importante creații ale sale. La Londra, Haydn redescoperă genul vocal simfonic-oratoriu, gen pe care îl mai abordase o singura data compunând oratoriul Il ritorno di Tobia. Haydn compune la Londra alte două oratorii, lucrări ce devin reprezentative pentru creația sa: "Creațiunea" și "Anotimpurile". Cele mai cunoscute dintre Simfoniile londoneze sunt: „Simfonia surpriză” (Hob. I:94) Simfonia cu „lovitură de timpan” (Nr. 103), Simfonia "Militară" (Nr. 100) și Simfonia „Ceasornicul” (Nr. 101).

### Haydn la Londra
Despre Anglia, Haydn știa doar câteva lucruri: cum ar fi faptul că Mozart la doar nouă ani a cucerit Londra; Händel a trăit o bună parte din viață și a murit la Londra; tot acolo, Haydn avea un editor, Forster, care îi tipărise câteva cvartete și simfonii pentru care primise un onorariu apreciabil. Contractul pe care l-a semnat Haydn prevedea douăzeci de concerte pe care urma să le dirijeze. Fiecare concert trebuia să conțină o audiție a unei lucrări noi proprii. Haydn trebuia să compună o operă lirică pentru directorul de teatru Gallini, co-asociatul lui Salomon; și încă șase simfonii noi pentru concertele organizate de Salomon. În data de 15 decembrie 1790 Haydn a părăsit Viena însoțit de Salomon, îndreptându-se spre Londra; au călătorit prin Munchen, Wallerstein, Bonn și Calais, de unde s-au îmbarcat pe un vas mai mic, care făcea cursa între coasta Franței și cea a Angliei. Au ajuns în Londra în data de 2 ianuarie 1791. Haydn s-a stabilit în aceeași casă în care a trăit Salomon, iar mai târziu datorită zgomotului existent s-a mutat într-o suburbie. 
Viața muzicală din Londra era activă și variată, și îmbogățită de un flux constant de artiști din străinătate. Despre activitățile lui Haydn există scrisorile sale către Genzinger și Polzelli precum și observațiile și anecdotele notate în carnețelele sale proprii. La data de 7 februarie 1791 a avut loc prima seară muzicală în care s-a cântat o operă a compozitorului mult așteptat de amatorii de muzică; nu a fost prima simfonie londoneză, ci o lucrare mai veche, o cantată scrisă cu zece ani în urmă, cantata „Ariana la Naxos”.
Primul concert simfonic – din seria de douăzeci de concerte prevăzute în contract- a avut loc pe data de 11 martie 1791. În vederea evenimentului reprezentat de ciclul de concerte al lui Haydn, numărul instrumentiștilor a fost ridicat la patruzeci și unu: șaisprezece viori, șase viole, patru violoncele, patru contrabasuri, apoi instrumentele de suflat și instrumentele de percuție. Pentru concertul simfonic de deschidere, Haydn a compus primele două simfonii din seria celor douăsprezece compuse la Londra în cadrul celor două călătorii efectuate. Prim violonistul era Salomon. La Londra, nu se introdusese încă obiceiul ca dirijorul să dirijeze de la pupitru, astfel încât Haydn a dirijat de la pian, „punctând din când în când armonia prin acorduri”. Programul primului concert simfonic a fost alcătuit din două părți: în prima parte s-a regăsit o simfonie compusă de Mozart, iar în partea a doua s-au regăsit primele două simfonii londoneze, simfonia nr. 93 și simfonia nr. 94. Între cele două simfonii din partea a doua a concertului s-a intercalat un „catch în gen italian scris de Haydn, lucrare compusă pentru șapte voci”. Primul concert susținut de Haydn în Londra a avut un succes desăvârșit; publicul englez cunoscut drept un public rece, a fost mai mult decât mulțumit. 
Cele douăzeci de concerte prevăzute au continuat cu regularitate pe toată durata primăverii și a verii anului  1791, unul pe săptămână. În acest interval s-au cântat cele șase simfonii compuse atunci la Londra, dar și numeroase simfonii vechi, necunoscute publicului londonez. În cadrul fiecărui concert, la cererea publicului care era din ce în ce mai dornic de piese noi, au fost interpretate cvartete, cantate, serenade și o multitudine de alte lucrări improvizate de către compozitor. 
Prezența lui Haydn la Londra a stârnit multă simpatie, astfel încât numeroase persoane din diferite cercuri sociale au cerut autorităților să „facă un gest, ceva care sa demonstreze public admirația și recunoștința Angliei față de marele artist”. Astfel, Haydn a fost numit doctor honoris causa al Universității Oxford. Evenimentul s-a desfășurat în zilele de 5,6 și 7 iulie 1791. Numirea propriu-zisă a avut loc în ultima zi a evenimentului, 7 iulie. Teza de doctorat pe care a prezentat-o Haydn a fost un Canon cancrizans. Cele trei zile muzicale s-au încheiat fiecare cu câte un concert simfonic în care s-au interpretat lucrări ale compozitorului. În ultima seară a fost executată simfonia nr. 92- Oxford, în sol major. Această lucrare a fost compusă în anul 1783, la Esterhaz, însă poartă acest nume deoarece aici a fost locul primei audiții. 	
Ultimul concert susținut de Haydn la Londra în prima sa călătorie a fost cel din ziua de 15 iunie 1792. După acesta, Haydn s-a întors la Viena, însă pentru puțin timp, deoarece, în vara anul 1793 o nouă ofertă trimisă din Londra de Salomon a ajuns la Viena. Oferta cuprindea un nou contract în care erau prevăzute numeroase evenimente muzicale dar și compunerea unui alt ciclu de șase simfonii. Haydn a acceptat oferta lui Salomon; a două călătorie la Londra era stabilită pentru începutul anului 1794.
În data de 15 ianuarie 1794, compozitorul a plecat spre Anglia; a ajuns în capitala în data de 4 februarie 1794. Cel de-al doilea turneu din Londra a durat optsprezece luni. Timp de un an și jumătate, Haydn a susținut alte douăsprezece concerte simfonice, douăzeci de concerte cu program variat, și a luat parte la nenumărate manifestări muzicale. În cele douăsprezece concerte simfonice, programul prevedea șase lucrări „inedite”, ca și în cazul primei călătorii, compuse special pentru al doilea turneu din Anglia. Simfoniile acestea poartă numerele 99-104, completează ciclul celor douăsprezece simfonii „londoneze” și încheie întreaga creație simfonică a compozitorului. Din seria simfoniilor nr. 99-104, simfonia nr. 99 a fost compusă la Viena, în vara anului 1793; celelalte au fost compuse la Londra în anii 1794-1795.
La a doua sa venire în Londra, Haydn a fost primit cu aceeași căldură ca și în prima călătorie. Diferența a constat în faptul că de această dată, scopul compozitorului nu a mai fost acela de a cuceri publicul, ci de a-și stabili o reputație incontestabilă.
Aceste două experiențe (cele două călătorii) au schimbat viziunea compozitorului despre lumea din jur, dar și modul său componistic. Haydn însuși a realizat schimbarea structurală realizată atât în interiorul său cât și în creația sa, astfel a numit ultimele sale șase simfonii „simfonii de tranziție”. 
Seria simfoniilor nr. 99-104 se diferențiază de precedentele șase simfonii londoneze prin elemente inovatoare ce apar în esența lor; putem vorbi de o „neobișnuită nuanță de tristețe”, unde simțul ludic cu care ne-a obișnuit compozitorul cedează în favoarea seriozității. Nu se poate spune că temele ultimelor simfonii sunt depresive, însă putem spune că sunt mai profunde. 
A doua călătorie în Anglia a compozitorului a luat sfârșit în data de 15 august 1795.
Joseph Haydn moare la Viena pe 31 mai 1809.

## Principalele compoziții ale lui Haydn
Totalitatea compozițiilor lui Joseph Haydn au fost reunite în anul 1957 de Antony von Hoboken în „Catalogul Hoboken” (Hoboken-Verzeichnis, prescurtat: Hob.). Urmează o selecție a principalelor sale creații:    
- 104 simfonii
- 83 cvartete de coarde
- peste 20 trio-uri pentru instrumente cu coarde
- 120 trio-uri pentru diferite combinații instrumentale
- peste 60 sonate pentru pian
- un mare număr de concerte pentru diverse instrumente (vioară, pian, violoncel, trompetă, oboi, orgă etc.) și orchestră
- mai multe oratorii, de ex.: Die Schöpfung („Creația”), Die Jahreszeiten („Anotimpurile”)
- 14 messe, printre care Missa in tempore belli, Nelsonmesse, Harmoniemesse, Schöpfungsmesse
- peste 100 divertismente (Divertimenti), Cassațiuni?, Nocturne etc.
- 13 opere în stil italian

Joseph Haydn este și autorul melodiei imnului național al Germaniei, compusă inițial în onoarea împăratului Francisc al II-lea al Austriei în timpul războaielor napoleoniene și introdus apoi ca „mișcare a doua” în Cvartetul de coarde op. 76 Nr. 3 (Hob. III:77), cunoscut sub numele de „Kaiserquartett” (Cvartetul imperial).